# Перимеда (митология)
Вижте пояснителната страница за други значения на Перимеда.
Перимеда (на старогръцки: Περιμήδη Perimede) в древногръцката митология е дъщеря на Еол (прародител на еолийците) и на Енарета, дъщеря на Деймах. Сестра е на Кретей, Сизиф, Атамант, Салмоней, Деион, Магнет, Периер, Макарей, Канака, Алкиона, Калика, Танагра и Арна.
С Ахелой Перимеда е майка на Орест и на Хиподам.